# Novi Pot
Novi Pot je naselje u slovenskoj Općini Sodražici. Novi Pot se nalazi u pokrajini Dolenjskoj i statističkoj regiji Jugoistočnoj Sloveniji. 

## Stanovništvo
Prema popisu stanovništva iz 2002. godine naselje je imalo 10 stanovnika.